# Stary Białynin
Stary Białynin [ˈstarɨ bjaˈwɨnin] est un village polonais de la gmina de Nowa Sucha dans le powiat de Sochaczew et dans la voïvodie de Mazovie.